# HD149334
HD149334 — хімічно пекулярна зоря спектрального класу
A7 й має видиму зоряну величину в смузі V приблизно  9,1.